# Apocalipsis de Pablo

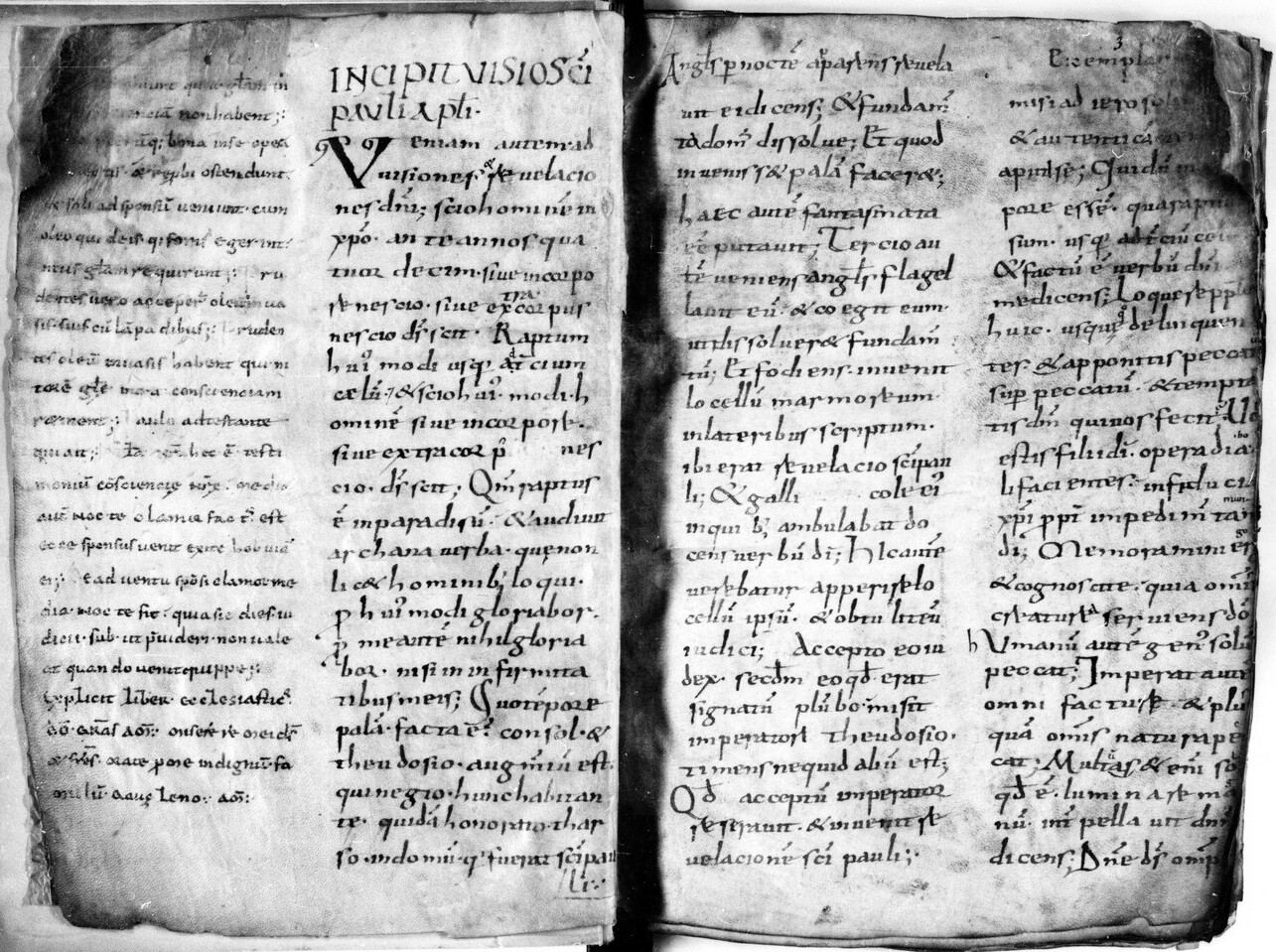
Un códice francés de los siglos VIII o IX que contiene una versión latina.

El Apocalipsis de Pablo (Latina: Visio Pauli o Visio Sancti Pauli) es un apocalipsis del siglo IV y parte de los apócrifos del Nuevo Testamento.  La versión griega original completa del Apocalipsis de Pablo se ha perdido, aunque todavía existen versiones fragmentarias. Utilizando versiones y traducciones posteriores, se ha reconstruido el texto, especialmente a partir de traducciones latinas y siríacas de la obra.  Es una expansión de Segunda Carta a los Corintios 12.  En su texto se notan reminiscenscias del Apocalipsis de Pedro, del Apocalipsis de Sofonías, del Apocalipsis de Elías y del Libro de Enoc.
El texto, que es seudoepigrafíco, pretende presentar un relato detallado de una visión del cielo y el infierno experimentada por el apóstol Pablo. Si bien la obra no fue aceptada entre los líderes de la Iglesia, fue leída con bastante frecuencia en la Edad Media y ayudó a moldear las creencias de muchos cristianos sobre la naturaleza de la otra vida. Numerosos manuscritos supervivientes en muchos idiomas dan fe de su popularidad. En particular, Dante probablemente estaba familiarizado con la obra y ésta influyó en La Divina Comedia.
Según el Apocalipsis, los cristianos serán juzgados inmediatamente después de su muerte y enviados al cielo o al infierno según el informe de sus obras de un ángel guardián. Los monjes, como los monjes y los ascetas, reciben especial atención, con la posibilidad de sufrir destinos mucho mejores y mucho peores que el cristiano promedio dependiendo de si mantuvieron la teología correcta, cumplieron con los ayunos señalados, y practicaron lo que predicaron. Al final del texto, Pablo logra persuadir a Dios para que dé a todos los que están en el infierno un día libre cada domingo.
El texto no debe confundirse con el Apocalipsis copto de Pablo, uno de los códices de Nag Hammadi, con el que probablemente no tenga nada que ver.